# Nsawam
Nsawam is een plaats in Ghana (regio Eastern). De plaats telt 29 986 inwoners (census 2000).